# A filozófia alapelvei
A filozófia alapelvei (eredeti latin címén Principia philosophiae) René Descartes francia filozófus 1644-ben kiadott ismeretelméleti-természetfilozófiai összefoglalása, a természeti törvényszerűségekre mechanikai magyarázatokat adó karteziánus természettudományos munka.

## Keletkezése
A könyv Descartes viszonylag kései művei közé tartozik, amelyben össze kívánta foglalni 1637 óta publikált ismeretelméleti és természetfilozófiai alapvetéseit azzal a szándékkal, hogy az oktatásban használt arisztoteliánus tankönyveket ezzel helyettesítsék. A holland Elzevir-nyomda jelentette meg az eredetileg latin nyelven megírt munkát, amelynek 1647-ben a szerző elkészítette javított és bővített, francia nyelvű kiadását is.

## Tartalma
A mű négy fő részből (könyvből) áll, amelyek további mintegy ötszáz szakaszra oszlanak. Descartes eredetileg hat fejezetet készült megírni, végül azonban az élőlényekről és az emberről szóló ötödik és hatodik fejezetet nem írta meg.
Az első könyv Descartes ismeretelméleti tételeit veszi sorra az Értekezés a módszerről (1637) és a Meditationes de prima philosophiae (1641) alapján. Egyebek mellett kifejti a kételkedés jogát, a cogito ergo sum alapvetését, az evidencia a „világosan és elkülönítetten” (clare et distincte) elvét, majd az embert alkotó két, elgondolása szerint egymástól elkülönülő szubsztanciáról, a kiterjedt dologról (res extensa, a test) és a gondolkodó dologról (res cogitans, lélek) értekezik.
A második könyv a kiterjedt dolog kérdéskörét, vagyis az anyagi dolgok tulajdonságait és törvényszerűségeit veszi sorra. Saját ismeretelméleti tételéből, a kételkedésből kiindulva megállapítja, hogy a fizikai testek egyetlen világosan és elkülönítetten felismerhető tulajdonsága a kiterjedés, emellett levezeti az oszthatatlan atomok és a vákuum („a semmi”) létezése körüli kételyét, továbbá tagadja a távolhatást, más szóval a fizikai testek közötti kölcsönhatást csak közvetlen érintkezéssel látja megvalósulhatónak. A mozgás ma ismert törvényei közül egyedül a tehetetlenség tételét ismeri fel és ismerteti, a mozgás irányára és az ütközésre vonatkozó megállapításai hiányosak vagy éppen hiányoznak. Ugyanakkor leszögezi, hogy az univerzum összes mozgásának mennyisége a testek közötti kölcsönhatás következményeként mindig ugyanannyi marad, amennyinek azt Isten megteremtette.
A harmadik könyvben a látható és tapasztalható univerzumról alkotott tudományos elméleteit veszi sorra. A heliocentrikus világképet ismertetve megállapítja, hogy a Napot örvény veszi körül, amelyben a Naprendszer bolygói, a bolygók saját másodlagos örvényeiben pedig holdjaik keringenek. Descartes magyarázata szerint ezek az örvények kitöltik a világmindenséget, ezzel biztosítják a testek (Nap, bolygók, holdak) közötti közvetlen fizikai érintkezést és az égitestek mozgását (ismét a távolhatás cáfolata).
A negyedik könyvben a Föld materialisztikus keletkezését, illetve a földi működés természeti törvényszerűségeit, például a nehézségi erőt és az árapályjelenséget fejti ki részletesen.

## Hatása
Bár e kései Descartes-mű csupán korábbi eredményeinek csonkán maradt összefoglalása, világos és deduktív szerkezetének köszönhetően mégis nagy szerepet játszott a karteziánus természetfelfogás elterjedésében. Bár megállapításaiban több helyütt tévedett, a fizikai törvényszerűségek megfigyelésének és leírásának kívánalmát plántálta el az utókor természettudósaiban. Spinoza 1663-ban geometriai bizonyításokkal igazolta a két első könyv megállapításait, Newton pedig Descartes hatására írta meg saját Principiáját, amelyben egyebek mellett cáfolta Descartes örvényelméletét.
Magyarországon Apáczai Csere János foglalta össze először az 1644-es Descartes-művet 1655-ben megjelent Magyar encyclopaediájában, a munka korszerű (de részleges) magyar fordítása Dékány Andrásnak köszönhető (1996).

## Magyarul
- A filozófia alapelvei; ford., utószó Dékány András; Osiris, Bp., 1996 (Osiris könyvtár. Filozófia)